# Giuseppe Poli (scultore)
Giuseppe Poli (Verona, 14 maggio 1817 – post 1894) è stato uno scultore italiano.

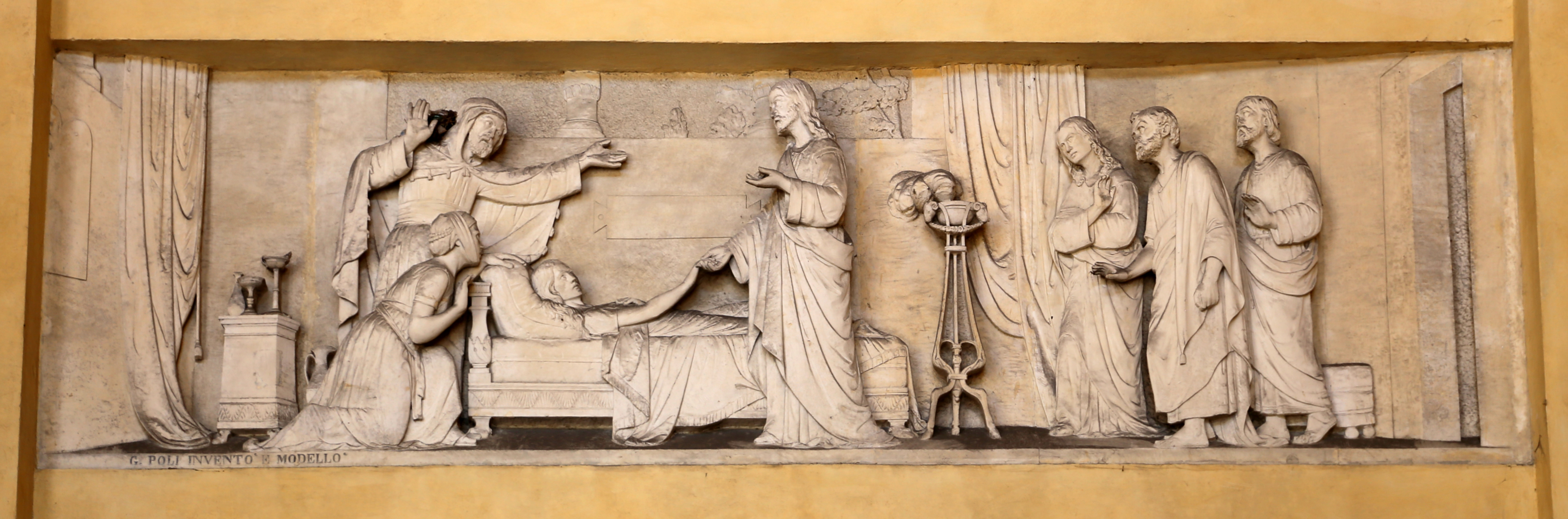
Resurrezione della figlia di Giairo, cimitero monumentale di Verona

Fu professore all’Accademia delle Belle Arti di Verona dal 1870 al 1877, formando un'intera generazione di scultori, tra cui Giacomo Grigolli, Luigi Marai, Pietro Bordini, Romeo Cristani e suo stesso figlio Cesare Poli.
Fu attivo nel cimitero monumentale di Verona, dove scolpì i tre rilievi con le Resurrezioni miracolose operate da Cristo nell'atrio principale di ingresso e il Monumento Albrizzi, dove riprese un suo modello per l'angelo della Resurrezione dell'ingresso principale (quest'ultimo scolpito poi dal suo allievo Giacomo Grigolli).